# Ялпуг (река)
Ялпуг (рум. Ialpug, укр. Ялпуг) — трансграничная река, формирующаяся на территории Чимишлийского, Комратского и Тараклийского районов Молдавии, и заканчивающаяся в Украине, протекая в границах Болградского района Одесской области, и впадая в озеро Ялпуг (бассейн Дуная). Является рекой первого порядка.

## Название
Первое упоминание реки Ялпуг зафиксировано в XVI веке, а озера Ялпуг — в 15. Гидроним заимствован у ногайских татар, проживавших в Буджаке несколько веков, и выводят от тюркского jalpyh — «сахарный», за белые, как сахар, берега озера Ялпуг. Название реки связано с природным засолением почв, которое обусловлено неглубоким залеганием аллювиальных отложений в долинах реки и её притоках, в сочетании с высокой степенью испарения влаги из почвы, которое превышает среднее многолетнее количество осадков.

## Рельеф
В верхнем течении Ялпуг течёт по холмистой Молдавской возвышенности, в нижнем — по Причерноморской низменности. Формирование рельефа бассейна реки Ялпуг происходило в конце верхнего плейстоцена — первой половине голоцена. Бассейн реки Ялпуг является составной частью Буджакской степи, которая сильно расчленена речными долинами, а также густой сетью балок и оврагов, что связано с особенностями залегания лёссовых грунтов и песчаного покрова, проливного характера осадков и чрезмерной деградации почв, связанной с интенсивным характером сельского хозяйства и высокой плотностью населения. Восточные склоны долины и оврагов крутые, сильно расчленённые. Западные — пологие или умеренно крутые.
Бассейн реки Ялпуг относится к Молдавскому артезианскому бассейну, который является составной частью артезианского бассейна Чёрного моря. Подземный сток ориентирован по направлению с севера на юг. Вместе с этим, участие грунтовых вод в формировании водотока ограничено. Большинство малых рек вместе с рекой Ялпуг наполняются до максимального уровня за счёт весеннего таяния снега, а также летних ливней. В течение остальной части годового цикла, небольшие водотоки частично или полностью пересыхают.

## Описание
Река Ялпуг берёт своё начало в лесном массиве из дождевого источника на высоте 162,02 м, который находится в 1 км от северной окраины села Ялпуг Чимишлийского района, откуда река формирует своё русло и следует по направлению с севера на юг до города Болград, где в 900 м от его западной окраины впадает в озеро Ялпуг. В верхнем течении русло реки течение естественное, в селе Ялпуг зарегулировано путём спрямлении и углубления. Начиная от южной окраины села Артимоновка, речной сток регулируется каскадом из четырёх прудов и трёх водохранилищ, расположенных в верхнем и среднем течении.
Река в своём верхнем течении протекает через село: Ялпуг, Артимоновка, Максимены, Жавгур и рядом с селом Мариенфелд, в среднем течении: Ченак, Буджак, Комрат, Кирсова, Бешалма, Конгаз, Алексеевка, Светлый, Новый Кортен, Самурза, Балабану, Новосёловка, Алуату, нижнем течении: Чумай, Мирное.
Долина реки в верхнем течении неглубокая, слабо выражена и имеет форму круга. В среднем и нижнем течении долина приобретает широкую, хорошо выраженную трапециевидную форму. В верхнем и среднем течении пойма реки двусторонняя, симметричная, сухая. Левый склон крутой, высотой 160 м и шириной между подошвами 80 м. Левый склон долины крутой, сильно изрезан сетью глубоких яров и оврагов. Правый склон пологий, эрозийные процессы развиты слабо.
Русло реки в верхнем и нижнем течении песчано-илистое и илистое, шириной от 0,6 до 21,5 м, в пойменной части от 5,0 до 34 м, глубина реки от 0,03 до 0,20 м. Берега с глиняным субстратом, высотой от 0,5 до 3,3 м. Течение относительно ленивое, скорость воды от 0,15 до 0,07 м/с. На некоторых участках русла, где река покрыта водной растительностью, вода застаивается. Долина реки используется для выращивания сельскохозяйственных зерновых культур, частично занята хозяйственными постройками.
В нижнем течении русло реки зарегулировано путём строительства двух магистральных каналов, соединяющих Тараклийское водохранилище с озером Ялпуг. На этом участке реки русло главного магистрального канала илистое, шириной 35 м, в пойменной части от 40 до 60 м. Русло второго канала илистое, шириной от 6 до 35 м, в пойменной части 40 м. Берега с глиняным субстратом, высотой от 1,5 до 2,0 м, изрезаны сетью оросительных каналов. Течение относительно ленивое, скорость воды 0,21 м/с, средняя глубина 0,23 м. Долина реки используется для выращивания сельскохозяйственных зерновых культур и выпаса скота.
Постоянным источником питания реки считается родник на высоте 153,79 м, который находится в 500 м от северной окраины села Ялпуг. Географические координаты: 46°39’28,57" с. ш. и 28°35’11,84" в. д..

## Морфометрические и морфографические характеристики
- длина основного русла 163,1 км[1][к 1];
- длина бассейна 152,1 км[1];
- площадь бассейна 4068,2 км²[1];
- падение 160,25 м, средний уклон составляет 0,7 м/км (0,0007 %)[1];
- извилистость реки 1,092[1];
- плотность гидрографической сети 0,745 км/км²[1];
- доля озёр 4,583 %[1];
- доля лесов 6,205 %[1].

## Гидрологический режим
Гидрологический режим реки Ялпуг и её притоков характеризуется наличием четырёх гидрологических сезонов:
- зимний сезон, длится с декабря по февраль, и характеризуется незначительным водотоком, образующимся за счёт подземных источников. В период таяния снега возможны паводки[1].
- весенний сезон, длится с февраля по май, и характеризуется значительным подъёмом воды, связанным с весенним таянием снега и обильными дождями[1].
- летний сезон, длится с июня по август, и характеризуется постепенным уменьшением или прекращением поверхностного стока из-за истощения подземных источников и высокого испарения. В период ливневых дождей возможны паводки[1].
- осенний сезон, длится с сентября по ноябрь, и характеризуется значительным подъёмом воды, связанным с обильными осадками, а в случае их отсутствия — уменьшением или прекращением поверхностного стока из-за истощения подземных источников[1].

## Водосборный бассейн реки
Правые притоки
- река Ялпужель. Устье находится в 1,5 км северо-восточней села Алексеевка на высоте 25,0 м[1];
- река Карсэу. Устье находится в 0,2 км от северо-восточной окраины села Конгаз на высоте 30,79 м[1];
- река Большая Салчия. Устье находится в 500 метрах на запад от северной окраины села Чумай[1];

Левые притоки
- река Ялпужель. Устье находится в 1,7 км южнее села Жавгур на высоте 87,06 м[1].
- река Лунга. Устье находится в 400 метрах юго-восточнее села Алуату на высоте 9,18 м[1];

## Устье реки
Река Ялпуг впадает в северную часть озера Ялпуг на высоте 1,77 м. Устье находится в 1 км от западной окраины города Болград.

## История
Гидрологический режим реки Ялпуг в прошлом был изменён с целью предотвращения наводнений путём концентрации паводковой волны. С этой целью проводилось выпрямление русла, насыпаны валы и возведены плотины.
В русле реки Ялпуг построены водохранилища
- Комратское водохранилище — расположено по течению выше города Комрат, объём более 1 млн м³ воды. Общие сведения об озере: тип — русловое, регулирование стока — сезонное, назначение: орошение, рыбоводство. Введено в эксплуатацию в 1957 году, проект — Молдсельхозпроект
- Конгазское водохранилище — расположено по течению выше села Конгаз, объём более 1 млн м³ воды. Общие сведения об озере: тип — русловое, регулирование стока — сезонное, назначение: орошение, рыбоводство, рекреация. Введено в эксплуатацию в 1961 году, проект — Молдсельхозпроект
- Тараклийское водохранилище — расположено в 3 км юго-западнее города Тараклия, объём более 1 млн м³ воды. Общие сведения об озере: тип — русловое, регулирование стока — сезонное, назначение: исключение непродуктивных сбросов воды из магистрального канала, сокращение нормативной мощности передних насосных станций магистрального канала, формирование гарантированных запасов воды для орошения, водоснабжения, рыбоводства, отдыха. Введено в эксплуатацию в 1982 году, проект — Институт Молдгипроводхоз.

На основе Тараклийского водохранилища планировалось создать самую крупную оросительную систему Молдавии, в которой источником орошения выступала река Дунай с промежуточным накоплением воды в озере Ялпуг. Работы по реализации проекта были прекращены после распада СССР.

## Химический состав воды
Общая минерализация воды реки менялась от 352,75 мг/дм³ (26.08.1947 г.) до 10337 мг/дм³ (22.09.2009 г.) Минерализация воды в реке Ялпуг имеет значительно более высокую минерализацию чем вода оз. Ялпуг, которое является источником водоснабжения г. Болграда.
Вода реки Ялпуг очень загрязнена такими компонентами солевого состава как сульфаты и хлориды. Содержание SO42- в воде реки менялся от 25,95 (26.08.1947 г.) до 2800 (22.09.2009 г.) мг/дм³. Концентрация хлоридов в воде реки за годы исследований составляла от 60 (26.08.1947 г.) до 3555 (22.09.2009 г.) мг/дм³. Содержание натрия (наиболее весомого и токсического катиона) в воде реки колебался от 0,55 (26.08.1947 г.) до 2472 (21.05.2012 г.) мг/дм³. Таким образом, содержимое натрия в воде реки Ялпуг значительно выше, чем в воде оз. Ялпуг и существенно загрязняет её и ухудшает качество питьевой воды в водозаборе г. Болграда.
С годами качество воды в реке Ялпуг ухудшается, а её минерализация постепенно растёт за счёт хлоридов, сульфатов, натрия и магния. Средняя минерализация воды реки за 2007—2012 гг. Составила 4690,9 мг/дм³, что в 3,63 раза превышает минерализацию воды этой же реке за 1947—1949 гг. Содержание хлоридов, сульфатов, натрия и магния в воде реки за этот период возрос соответственно в 5,9, 4,09, 3,38 и 6,47 раза.

## Экологическое состояние реки
Антропогенное воздействие
Основное антропогенное воздействие на состояние реки Ялпуг в среднем течении оказывают промышленные и хозяйственные объекты муниципия Комрат вследствие неудовлетворительного развития системы водоотведения и отсутствие очистных сооружений. Десятки лет неочищенные сточные воды сбрасываются в реку Ялпуг.
Вместе с этим, на качество поверхностных вод водоёма также оказывают значительное влияние активная сельскохозяйственная деятельность в её долине, населённые пункты расположенные вдоль реки Ялпуг и её притоках Лунга, Карсэу, Ялпужель (правый), Ялпужель (левый), не имеющие систем водоотведения и очистки сточных вод.
В настоящее время местные власти не рассматривают строительство и эксплуатацию индивидуальных очистных сооружений в каждом населённом пункте как эффективное решение проблемы. Наилучшим вариантом считается строительство и эксплуатация региональной инфраструктуры по очистке сточных вод.
Длительное время бассейн реки Ялпуг подвергался воздействию просроченных минеральных удобрений, пестицидов и особо опасных инсектицидов, которые с 1975 по 2018 год хранились в неприспособленных помещениях сельхозпредприятий, находящихся в долине реки и её притоках, что приводило к их неконтролируемому выветриванию, проникновению в почву и грунтовые воды. В 1985 году попадание ядохимикатов в грунтовые и поверхностные воды (территория современной Гагаузии) вызвало массовую гибель рыбы и другой водной живности в озере Ялпуг.
К природным факторам воздействия на качественные параметры реки относятся интенсивные ливневые осадки, в результате которых интенсификуются процессы смыва с поверхности водосборов твёрдых частиц, химических веществ, используемых в сельском хозяйстве, а также бытового мусора.
Согласно проведённым исследованиям, влияние стока реки Ялпуг на качество воды озера Ялпуг значительно сказывается в его северной части.
Состояние реки на сегодняшнее время
В прошлом году в очистку и благоустройство реки Ялпуг, протекающей через Комрат, было вложено около 2 млн.леев государственных средств; с 2019 года более 17 млн.леев инвестировано в строительство двух ещё недействующих канализационных коллекторов в Комрате; в целом за три года в реку было вложено около 20 млн.леев государственных средств.
Очистные сооружения и главная насосная станция Комрата также нуждаются в ремонте, потому что на дворе 2022 год, а большая часть сточных вод из Комрата продолжает сбрасываться в реку Ялпуг.
В теплое время года вода в реке Ялпуг пахнет ещё сильнее, и неприятный запах доходит до села Кирсова, расположенной недалеко от Комрата, почти в 10 км от места сброса отходов.
«В Комрате уже много десятилетий эта река на себе несет всю деятельность города. В неё попадает огромное количество сточных вод с различных домохозяйств, от разных экономических агентов. Сточные воды попадают из-за того, что в городе отсутствуют очистные сооружения, которые могли бы снизить нагрузку на реку, тем самым оздоровив экосистему реки»
Отметим, что река Ялпуг является частью водного бассейна реки Дунай. При этом, её русло вдоль города Комрат высохло и превратилось в сточную канаву. В Комрате 20 лет практически не работают очистные сооружения. Из-за этого отходы предприятий и неочищенные канализационные стоки сливаются прямо в реку. Местные экологи предупреждают о возможном экологическом бедствии, причем международного масштаба. Недавно стало известно, что Всемирный банк может выделить грант на строительство очистных сооружений и канализационных сетей в городе. Вопрос должен решиться в следующем году.
Качество поверхностных вод
В течение 2019—2021 года с целью определения гидрохимических показателей качества поверхностных вод были проведены лабораторные исследования. По их результатам установлены классы качества поверхностных вод.
Среднегодовые показатели качества воды, определившие значения III класса «умеренно загрязнённая», IV класса «загрязнённая» и V класса «сильно загрязнённая» от истока до границы с Украиной (село Мирное) указаны в таблице.
| Гидрохимические показатели качества | село Мариенфелд | село Мариенфелд | село Буджак | село Буджак | водохр. Комрат | водохр. Комрат | водохр. Комрат | село Бешалма | село Бешалма | водохр. Конгаз | водохр. Конгаз | водохр. Конгаз | село Светлый | село Светлый | водохр. Тараклия | водохр. Тараклия | водохр. Тараклия | село Новосёловка | село Новосёловка | село Новосёловка | село Мирное | село Мирное | село Мирное |
| Гидрохимические показатели качества | 2019            | 2020            | 2019        | 2020        | 2019           | 2020           | 2021           | 2019         | 2020         | 2019           | 2020           | 2021           | 2019         | 2020         | 2019             | 2020             | 2021             | 2019             | 2020             | 2021             | 2019        | 2020        | 2021        |
| БПК5                                |                 |                 |             | III         | V              | V              | V              |              | V            |                | V              | V              |              | V            | V                | V                | V                |                  |                  | V                | V           | IV          | V           |
| ХПК                                 |                 |                 |             | V           | V              | V              | IV             |              |              |                |                | IV             |              |              | IV               | V                | IV               |                  |                  | V                | IV          | V           | V           |
| Хлорид-ионы                         |                 |                 |             |             | V              |                |                |              |              |                |                |                |              |              | V                |                  |                  |                  |                  |                  | V           |             |             |
| Ионы магния                         |                 |                 |             |             | V              |                |                |              |              |                |                |                |              |              | V                |                  |                  |                  |                  |                  | V           |             |             |
| Na++K+                              |                 | V               |             | V           | V              | V              |                |              | V            |                | V              |                |              | V            | V                | V                |                  | V                |                  |                  | V           | V           |             |
| Сульфат-ионы                        |                 |                 |             |             | IV             |                |                |              |              |                |                |                |              |              | IV               |                  |                  |                  |                  |                  | IV          |             |             |
| Жёсткость                           |                 | V               |             |             | V              |                |                |              |              |                |                | V              |              |              | IV               | III              | IV               | III              |                  | IV               | IV          | IV          | IV          |
| Аммонийный азот                     |                 | IV              |             | IV          | IV             | IV             |                |              | IV           |                | IV             | III            |              | IV           |                  | IV               | III              | IV               |                  | IV               | IV          | IV          | IV          |
| Общий фосфор                        |                 |                 |             | IV          | IV             | IV             | III            |              | IV           |                | IV             | IV             |              | IV           | IV               | III              | IV               | IV               |                  | IV               | IV          | III         | III         |
| Минеральный фосфор                  |                 |                 |             | IV          | IV             | IV             | III            |              | V            |                | IV             | IV             |              | IV           | III              | III              | IV               | III              |                  | V                | III         | IV          | III         |
| Взвешенные вещества                 |                 |                 |             |             | V              |                |                |              |              |                |                |                |              |              | V                |                  |                  |                  |                  |                  | V           |             |             |
| Минерализация                       |                 | V               |             |             | V              | IV             | IV             |              | IV           |                | V              | V              |              | V            | V                | V                | V                | V                |                  | V                | IV          | V           | V           |
| Продукты нефти                      |                 |                 |             |             |                |                |                |              |              |                |                |                |              |              |                  |                  |                  |                  |                  |                  | IV          |             |             |
| Растворённый кислород               |                 | III             |             | III         |                | IV             |                |              | V            |                |                | III            |              |              |                  |                  |                  |                  |                  |                  | III         |             |             |
| Окраска (цвет)                      |                 |                 |             |             |                |                |                |              |              |                |                |                |              |              |                  |                  |                  |                  |                  |                  | III         |             |             |
| Нитратный азот                      |                 |                 |             | V           |                | III            |                |              |              |                |                |                |              |              |                  |                  |                  |                  |                  |                  |             |             |             |
| Нитритный азот                      |                 |                 |             | IV          |                | III            |                |              |              |                |                | III            |              |              |                  | III              | III              |                  |                  | IV               | III         |             |             |

## Комментарии
1. ↑  Длина основного русла измерялась от истока реки Ялпуг до впадения в реку Дунай по каналу Репида